# شلال فيرنال
شلال فيرنال هو شلال يبلغ ارتفاعهُ 96.6 مترًا (317 قدمًا) على نهر ميرسيد، أسفل شلال نيفادا مباشرةً في متنزه يوسيميتي الوطني، في ولاية كاليفورنيا. ومثل جاره المنبع، يُمكن رؤية شلال فيرنال بوضوح من مسافة بعيدة، من نقطة جلاسير، وكذلك عن قرب، على طول مسار ميست. يتدفق الشلال على مدار العام، إلا أنه مع نهاية الصيف، يقل حجمه بشكل كبير، ويمكن أن ينقسم إلى فروع متعددة، بدلًا من أن يكون ستارًا مائيًا واحدًا.

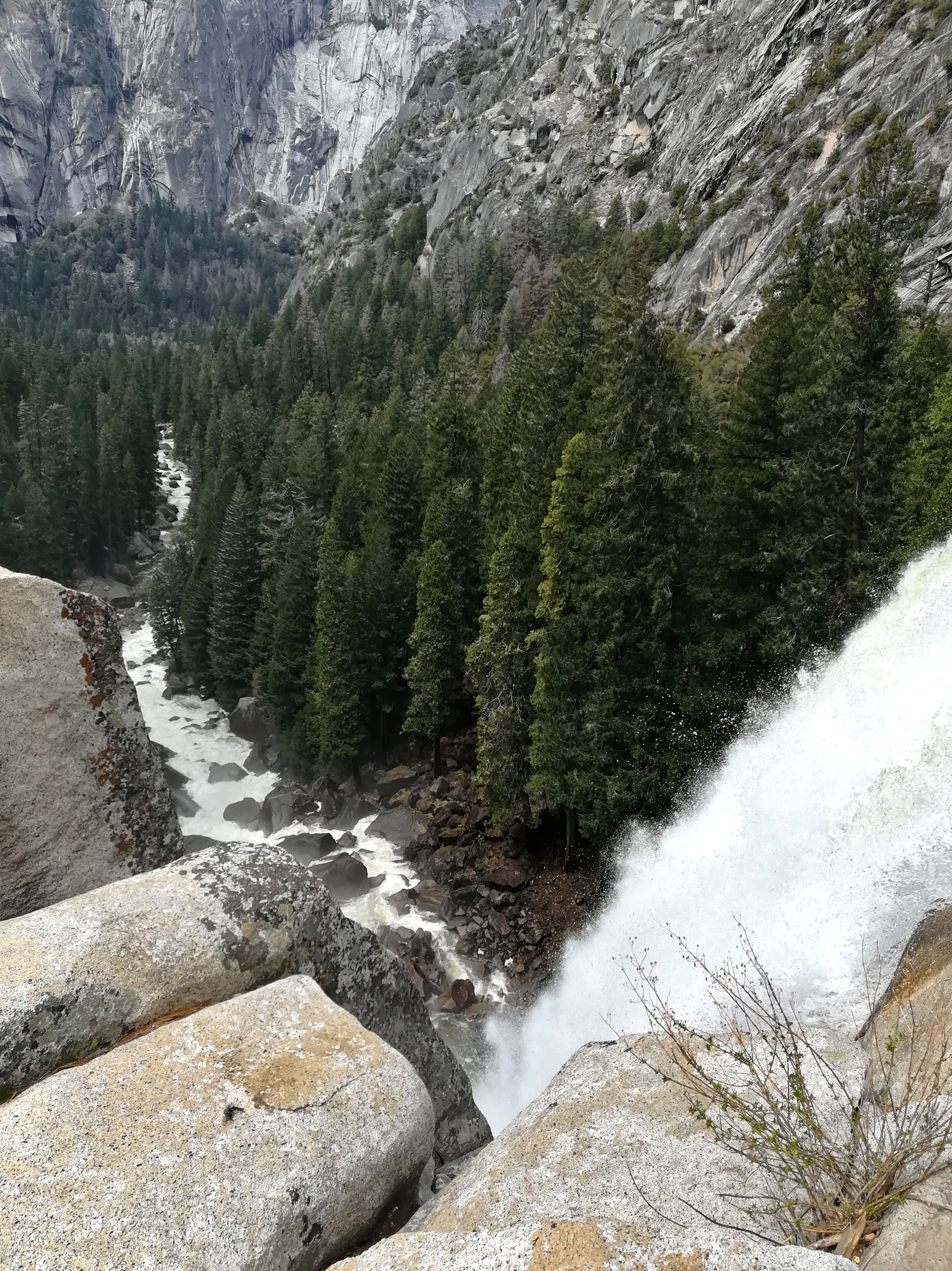
شلال فيرنال في متنزه يوسيميتي الوطني في كاليفورنيا

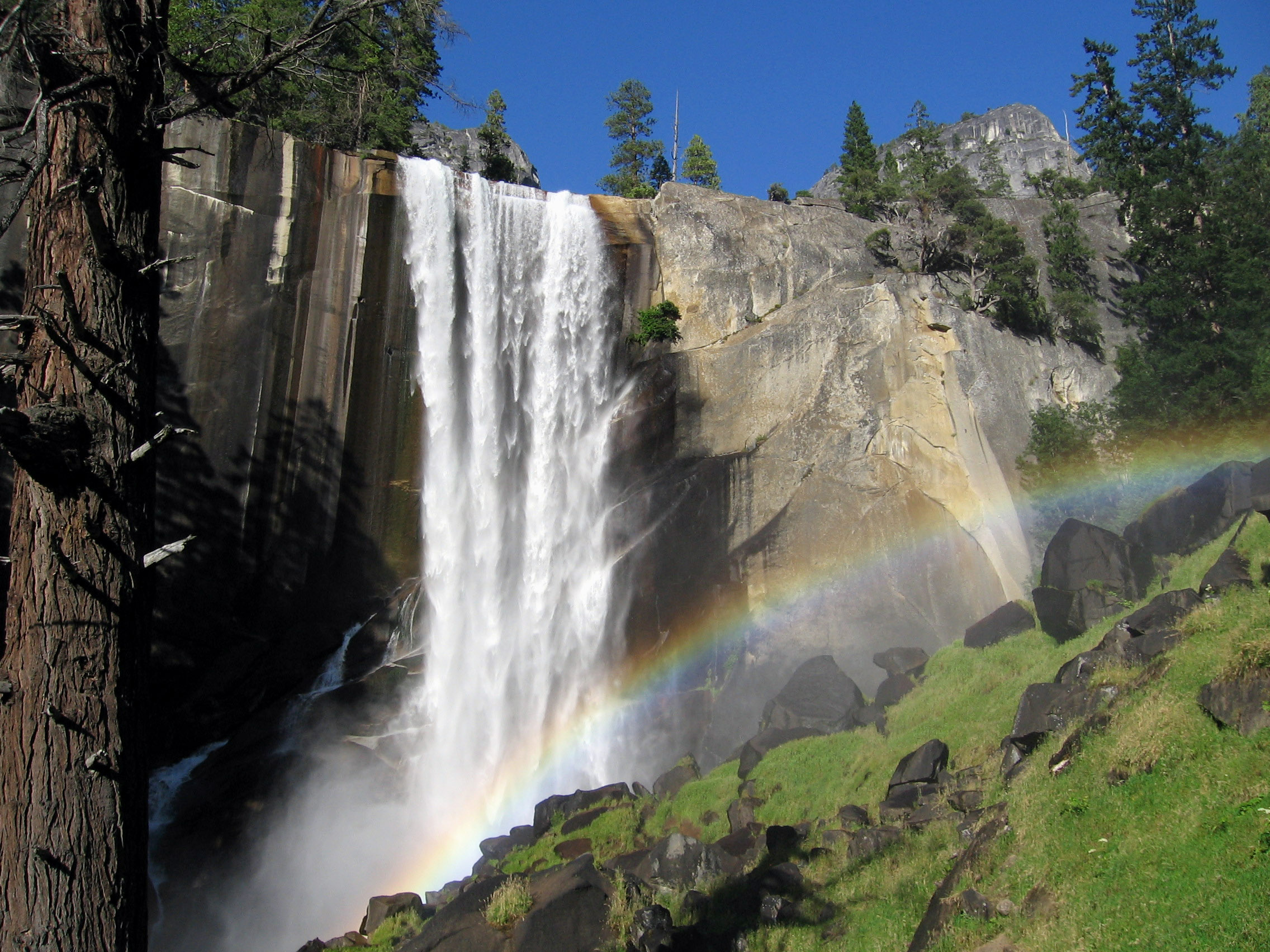
شلال فيرنال في متنزه يوسيميتي الوطني في كاليفورنيا

## طابع بريد
يظهر الشلال خطأً على طابع بريدي فلبيني صدر عام 1932. على الرغم من أن الطابع يشير إلى أنه يصور شلالات باغسانجان في الفلبين، إلا أنه في الواقع يُظهر صورة شلال فيرنال.